# Gustaf Fredrik Gyllenborg
Pour les articles homonymes, voir Gyllenborg.
Gustaf Fredrik Gyllenborg, né le 25 novembre 1731 à Strömsbro (sv) et mort le 30 mars 1808 à Stockholm, est un poète suédois.

## Biographie
Conseiller de la chancellerie royale, membre de l'Académie de Stockholm (1786-1808), on lui doit des satires, des odes, des fables, des poèmes didactiques et un poème épique sur le Passage des Belt par Charles XI.